# Bunam-myeon, Cheongsong-gun
Bunam-myeon (koreanska: 부남면) är en socken i kommunen Cheongsong-gun i provinsen Norra Gyeongsang i den östra delen av Sydkorea, 240 km sydost om huvudstaden Seoul.